# Neotalara metamelaena
Neotalara metamelaena är en fjärilsart som beskrevs av George Francis Hampson 1914. Neotalara metamelaena ingår i släktet Neotalara och familjen björnspinnare. Inga underarter finns listade i Catalogue of Life.